# 比格陨石坑
比格陨石坑（Bürg）是位于月球正面东北部的一座撞击坑，约形成于11亿年前的哥白尼纪，其名称取自奥地利天文学家，曾在1819年掩星事件中发现了心宿二伴星的约翰·托拜厄斯·比格（1766年-1834年），1935年被国际天文学联合会批准接受。

## 描述

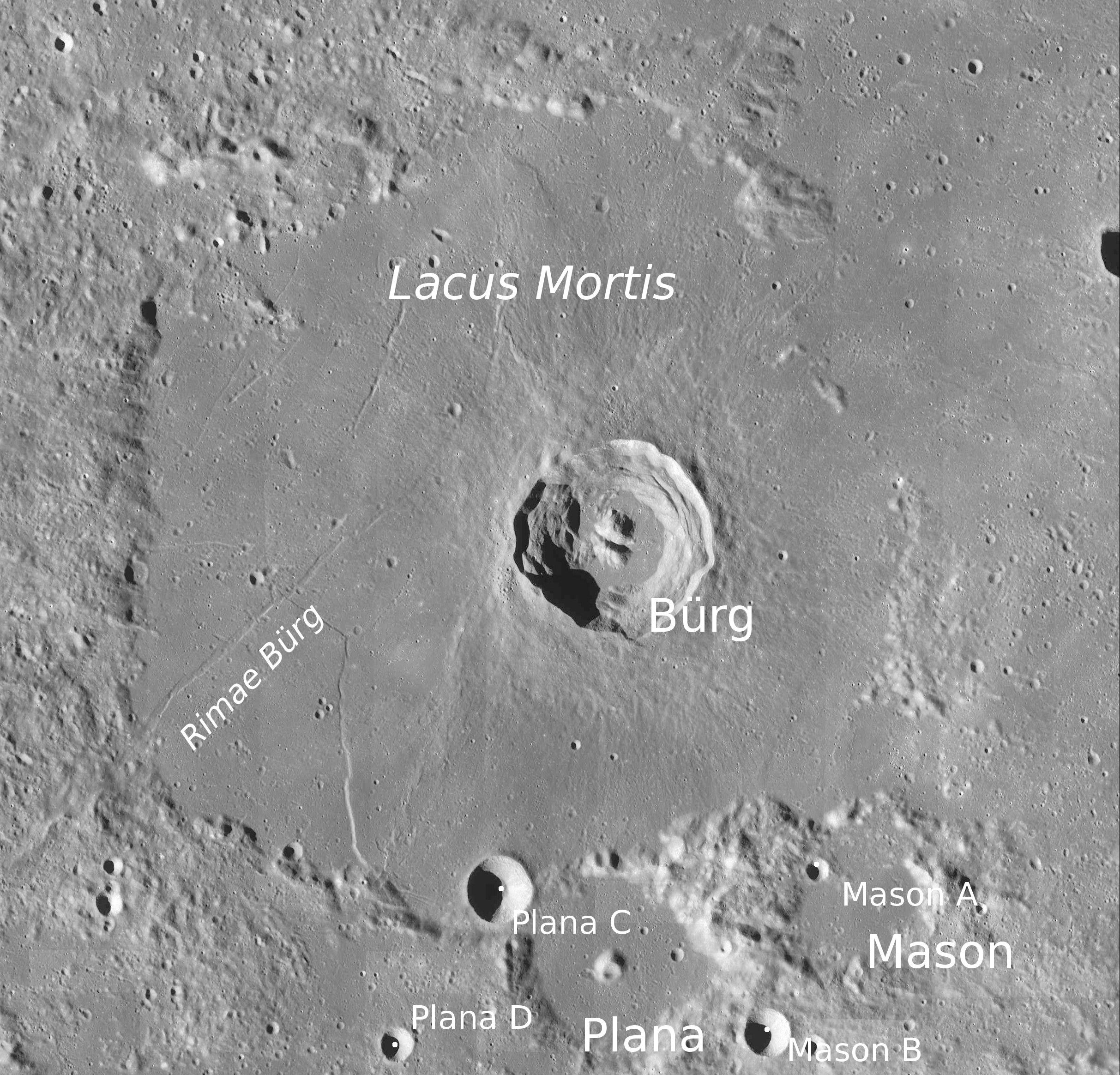
比格陨石坑的周边， 月球勘测轨道飞行器拍摄。

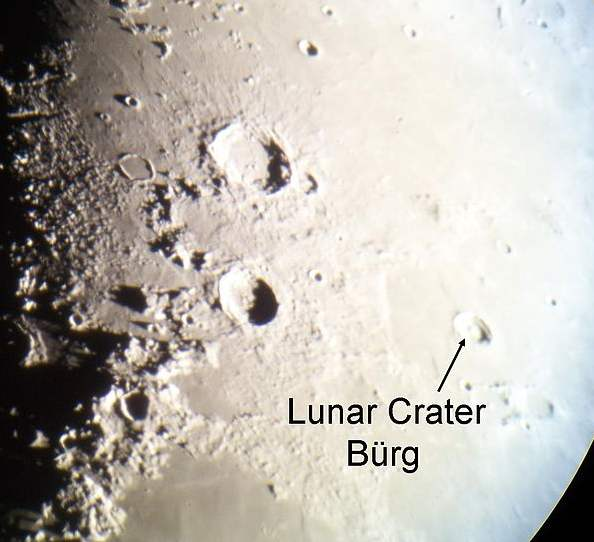
比格陨石坑的位置

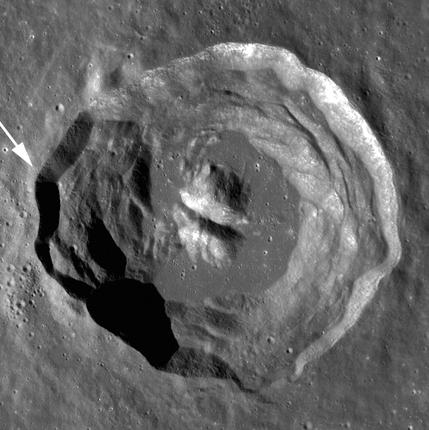
月球勘测轨道飞行器拍摄

该陨坑位于被熔岩淹没的死湖内，南面和东北分别毗邻普拉纳陨石坑和梅森环形山，往西越过死湖边沿则坐落了突出的欧多克索斯环形山。该陨坑中心月面坐标为45°04′N 28°13′W / 45.07°N 28.21°W，直径41.04公里，深度约2.21公里。
比格陨石坑是一座受磨损程度相对较轻的撞击坑，外观轮廓接近圆状，环内壁分布有一些阶地状结构。坑壁最大高出周边地形1040米，内部容积约1268立方千米。碗状的坑底内坐落了一座高约900米的大中央峰，在它的峰顶上可看到一处醒目的小坑穴。
该陨坑的西侧蜿蜒着一条全长约100公里，被称作“比格月溪”的沟槽。
比格陨石坑已被月球和行星观测协会（ALPO）列入《带有明亮射纹系统的撞击坑列表》和《内侧壁坡带有暗黑辐射纹的撞击坑列表》。

## 卫星陨石坑
按惯例，最靠近比格陨石坑的卫星坑将在月图上以字母标注在它的中心点旁边。

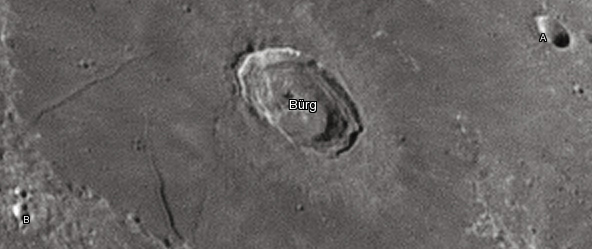
卫星坑图

| 比格 | 纬度    | 经度    | 直径    |
| ---- | ------- | ------- | ------- |
| A    | 46.8° N | 33.1° E | 12 公里 |
| B    | 42.6° N | 23.5° E | 6 公里  |

## 另请参阅
- Wood, Chuck. . Lunar Photo of the Day. 2006-07-30  [2006-07-30]. （原始内容存档于2007-09-27）.

- Andersson, L. E.; Whitaker, E. A. . NASA RP-1097. 1982.
- Blue, Jennifer. . USGS. July 25, 2007  [2007-08-05]. （原始内容存档于2012-04-08）.
- Bussey, B.; Spudis, P. . New York: Cambridge University Press. 2004. ISBN 978-0-521-81528-4.
- Cocks, Elijah E.; Cocks, Josiah C. . Tudor Publishers. 1995. ISBN 978-0-936389-27-1.
- McDowell, Jonathan. . Jonathan's Space Report. July 15, 2007  [2007-10-24]. （原始内容存档于2012-05-26）.
- Menzel, D. H.; Minnaert, M.; Levin, B.; Dollfus, A.; Bell, B. . Space Science Reviews. 1971, 12 (2): 136–186. Bibcode:1971SSRv...12..136M. doi:10.1007/BF00171763.
- Moore, Patrick. . Sterling Publishing Co. 2001. ISBN 978-0-304-35469-6.
- Price, Fred W. . Cambridge University Press. 1988. ISBN 978-0-521-33500-3.
- Rükl, Antonín. . Kalmbach Books. 1990. ISBN 978-0-913135-17-4.
- Webb, Rev. T. W.  6th revised. Dover. 1962. ISBN 978-0-486-20917-3.
- Whitaker, Ewen A. . Cambridge University Press. 1999. ISBN 978-0-521-62248-6.
- Wlasuk, Peter T. . Springer. 2000. ISBN 978-1-85233-193-1.